# وكالة الأنباء الأردنية
وكالة الأنباء الأردنية (تعرف اختصارا بـ بترا) (بالإنجليزية: Jordan News Agency)‏ تم تأسيسها بموجب الإرادة الملكية السامية بإنشاء وكالة الأنباء الأردنية دائرة مستقلة من دوائر وزارة الأعلام الأردنية بتاريخ 16 يوليو 1969.

## خدمات الوكالة
- النشرة اليومية باللغة العربية بمعدل 100 خبر يوميا
- النشرة اليومية باللغة الانجليزية بمعدل 35 خبرا يوميا
- الصور الفوتوغرافية وبمعدل 25 صورة يوميًا
- خدمات مركز التدريب والوحدة التلفزيونية
- أرشيف الاخبار، يحتوي ما يزيد على المليون خبر
- أرشيف الصور الفوتوغرافية الرقمي، يحتوي 110 ألاف صورة
- خدمة الرسائل القصيرة

وسائل بث النشرات اليومية
- خطوط الاتصال المباشرة مع وسائل الإعلام في الأردن.
- الإرسال عبر الانترنت من خلال البريد الالكتروني وال .FTP
- البث الفضائي من خلال وكالة أنباء ال يو بي أي .(UPI)
- من خلال المواقع الالكترونية التالية:

http://www.petra.gov.jo
http://www.petranews.gov.jo
http://www.fananews.com
- مواقع التواصل الاجتماعي

facebook.com/petranews ,Twitter.com/petranews,Youtube.com/petranwes
- التطبيق الاخباري للأجهزة الذكية [2]

- وكالة الأنباء الأردنية هي عضو في اتحاد وكالات الأنباء العربية (فانا).
- من الجدير بالذكر أن مدير عام وكالة الأنباء الأردنية حالياً هي فيروز المبيضين.[3]